# Іліан Ілієв (1999)
Іліан Ілієв (болг. Илиан Илиев; 20 серпня 1999, Фуншал, Португалія) — болгарський футболіст, півзахисник клубу «Аполлон» (Лімасол) і національної збірної Болгарії. 
Син Іліана Ілієва.

## Біографія
Народився 20 серпня 1999 року в португальському місті Фуншал, де в той час виступав його батько за клуб «Марітіму». Однак є вихованцем болгарського клубу «Черно море». 9 вересня 2016 року дебютував в чемпіонаті Болгарії, вийшовши на заміну в компенсований час в матчі проти «Академіка» (Коїмбра). Загалом встиг зіграв три матчі в чемпіонаті Болгарії в сезоні 2016/17 і ще один провів у Кубку Болгарії.
Влітку 2017 року підписав контракт з португальським клубом «Академіка» (Коїмбра). Але в Португалії Ілієв виступав виключно за молодіжні команди «Академіки», так і не отримавши шансу дебютувати за основу.

## Статистика виступів

### Статистика виступів за збірну
Станом на 26 березня 2022 року
| Дата       | Місто    | Господарі | Результат | Гості             | Турнір            | Голи | Примітки |
| ---------- | -------- | --------- | --------- | ----------------- | ----------------- | ---- | -------- |
| 25-3-2021  | Софія    | Болгарія  | 1 – 3     | Швейцарія         | Відбір до ЧС 2022 | -    | 70'      |
| 8-6-2021   | Сен-Дені | Франція   | 3 – 0     | Болгарія          | товариський матч  | -    |          |
| 8-9-2021   | Софія    | Болгарія  | 4 – 1     | Грузія            | товариський матч  | -    | 67'      |
| 9-10-2021  | Вільнюс  | Литва     | 3 – 1     | Болгарія          | Відбір до ЧС 2022 | -    | 60'      |
| 12-10-2021 | Софія    | Болгарія  | 2 – 1     | Північна Ірландія | Відбір до ЧС 2022 | -    | 46'      |
| 15-11-2021 | Люцерн   | Швейцарія | 4 – 0     | Болгарія          | Відбір до ЧС 2022 | -    | 65'      |
| 26-3-2022  | Ер-Райян | Катар     | 2 – 1     | Болгарія          | товариський матч  | -    | 68'      |
| Усього     |          | Матчів    | 7         |                   | Голів             | 0    |          |

## Особисте життя
Батько Іліан Ілієв-старший (нар. 1968) — колишній болгарський футболіст, а нині тренер. У складі збірної Болгарії був учасником чемпіонату світу 1998 року у Франції.

## Титули і досягнення
- Чемпіон Кіпру (1):

«Аполлон»: 2021–22